# John Ritter
Jonathan Southworth Ritter (Burbank, California, 17 de septiembre de 1948-Burbank, California, 11 de septiembre de 2003) fue un actor estadounidense que se dio a conocer primero en la televisión y luego en el cine.

## Generalidades
Un comediante nato fantástico, que daba profundidad a los papeles más cortos. Se dio a conocer interpretando al protagonista masculino de la versión estadounidense de una telecomedia británica de los años setenta, en la que demostraba todo su talento y esplendor en la comedia física (conocida como slapstick). Pero, al mismo tiempo, le encasilló e impidió que sus apariciones en el cine tuvieran el reconocimiento debido. Interpretó en la mayoría de sus personajes a hombres de buen corazón, bondadosos y desinteresados, aun cuando su registro le hubiera permitido papeles más variados.

## Biografía
Su verdadero nombre era Jonathan Southworth Ritter. Nació en Burbank, California, siendo hijo del cantante y actor country Tex Ritter y la actriz Dorothy Fay.
Ritter cursó estudios en la Hollywood High School, donde fue el presidente del Consejo Estudiantil. En la Universidad del Sur de California, obtuvo los grados de Psicología y Arquitectura. Sin terminar Psicología y Arquitectura, cuando cursaba su tercer año, tomó unas clases de drama. Tras estudiar dos años en la Universidad, empezó a asistir a clases de actuación a instancias de la actriz Nina Foch. Ritter cambió su título a Artes Dramáticas, graduándose en 1971 como bachiller en Artes, con grado en actuación. Más tarde, estudiaría Teatro con dos conocidos actores de comedia.
Después de Nina Foch, estudió Actuación con Stella Adler en la Escuela de Comedia de Harver Lembeck.
En 1977, se casó con la actriz Nancy Morgan. La unión duró hasta 1996, y juntos tuvieron tres hijos (Carly, Tyler y Jason, este último también actor).
El 18 de septiembre de 1999, se casó con la actriz Amy Yasbeck, con la que tuvo solo una hija (Stella). Estuvieron juntos hasta su fatal desenlace.

### Carrera interpretativa
Una vez terminados sus estudios, logró pequeños papeles en comedias, incluso tuvo su debut en el cine con la comedia The Barefoot Executive, en la que interpretaba al sobrino pedante del jefe del protagonista, Kurt Russell. Un inútil que trabajaba en el departamento de correspondencia de un canal y que iba subiendo en el escalafón gracias a un chimpancé que tenía la habilidad de adivinar a qué programas les iría bien en el índice de audiencia. Entre 1973 y 1976, formó parte de la teleserie familiar The Waltons, en la cual hacía del reverendo de un pueblo ubicado en las montañas de Virginia, durante la época de la Depresión. Con Richard Thomas.
Con la comedia Nickelodeon, apareció por primera vez en una película de gran presupuesto de Peter Bogdanovich. Hacía el rol del camarógrafo de un director novato que había sido abogado, después productor, para finalmente dedicarse de lleno al naciente imperio del cine de principios del siglo XX. Los actores del reparto eran Ryan O'Neal, Burt Reynolds, Tatum O'Neal, Stella Stevens y M. Emmet Walsh.

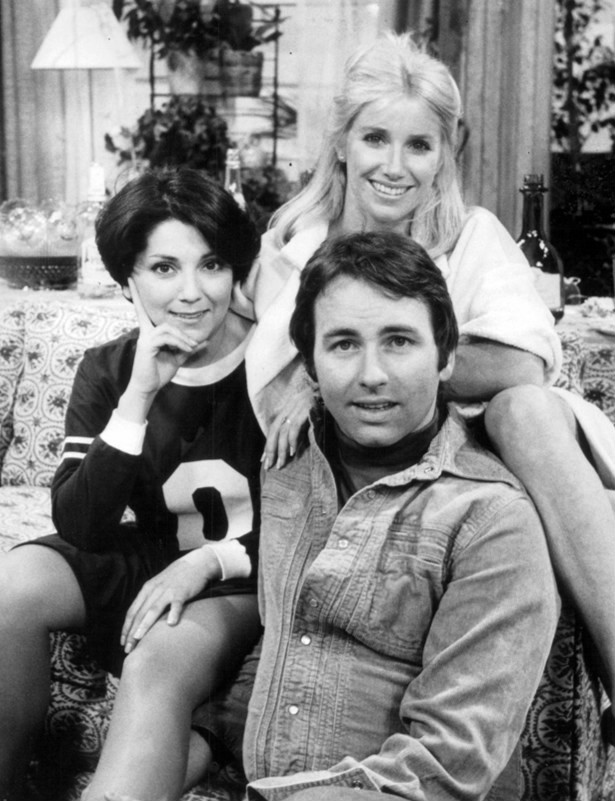
Joyce DeWitt, John y Suzanne Somers en Three's Company (1977)

Antes de hacer su gran éxito, en 1975, Ritter fue elegido entre cincuenta postulantes, uno de ellos Billy Crystal, para protagonizar una nueva comedia de situación. Esto se debió a que ya se había destacado en el papel de protagonista en varios montajes para el teatro y otros medios. 
La serie tardó más de un año en salir al aire, pero, cuando lo hizo, tuvo un rotundo éxito. Three's Company (Apartamento para tres o Tres son multitud en América Latina), contaba las peripecias de un joven varón que se hacía pasar por homosexual para compartir un departamento con dos chicas jóvenes. Interpretaba a un estudiante de cocina (Jack Tripper), quien vive con dos compañeras de habitación, con quienes pretende siempre mantener un arreglo para el hospedaje. 
Esta serie es una versión de la telecomedia británica Un hombre en casa. El serial era más moderado que su anterior contrapartida británica, en la cual el protagonista permanece indeciso durante un considerable periodo, hasta que decide cuál de las dos compañeras de piso le gusta más. Estuvo en el aire hasta 1984, y John ganó un Emmy y un Globo de Oro por su interpretación. Con Joyce DeWitt, Suzanne Somers y Priscilla Barnes.  
Estuvo durante varias temporadas cerca de los índices de mayor audiencia de la televisión, antes de su fin, en el año 1984. Después de que Ritter comenzara a actuar en otra serie derivada, Three's A Crowd, en la que su personaje conocía a una mujer divorciada y se iba a vivir con ella sin regularizar los papeles. Duró una temporada.
Three's Company empezó a flaquear en los índices de audiencia y en su octava temporada se dejó de emitir. Después de Apartamento para tres, apareció en varias películas, siendo las más destacadas Problem Child, en su primera secuela; en Sling-Blade, y Noises Off. 
En la comedia de Peter Bogdanovich Noises Off..., era un neurótico actor que se peleaba con todo el mundo antes, durante y después de una función teatral. Con Carol Burnett, Michael Caine, Denholm Elliott, Julie Hagerty, Marilu Henner, Mark Linn-Baker, Christopher Reeve y Nicollette Sheridan.
En 1978, interpretó el papel del mánager de Ringo Starr en un especial de televisión dedicado al cantante.
En la comedia Americathon era el presidente de Estados Unidos, quien decidía hacer un telemaratón para recaudar fondos en pro de pagar las deudas del país. Con Fred Willard, Peter Riegert, Meat Loaf, Elvis Costello, Jay Leno, John Lone, Cybill Shepherd y Dorothy Stratten.
En la comedia de 1980 Hero at Large, traducida como Finalmente héroe, interpretaba un actor en paro que conseguía un trabajo haciendo publicidad para una película. Vestido como el Capitán Vengador impedía un atraco en la calle y la gente empezaba a creer que era un superhéroe de verdad. Con Anne Archer y Kevin Bacon. A pesar del éxito, que le valió varios papeles más, esta película es muy difícil de encontrar o conseguir.
Participó en varios telefilmes y como invitado, como en Ally McBeal y Buffy, la cazavampiros. Además, del 2000 al 2003 le dio vida a la voz de Clifford en la serie animada Clifford, el gran perro rojo, que le hizo merecedor de cuatro nominaciones a los Premios Emmy.
La comedia de fantasía Wholly Moses! contaba la historia de un sosias de Moisés, quien no tuvo la suerte de ser encontrado en el Nilo, pero cuya vida marchaba en paralelo. Ritter hacía de un particular Satanás. Con Dudley Moore, Dom DeLuise, John Houseman, Madeline Kahn y Richard Pryor.
En la comedia de Blake Edwards Skin Deep, daba vida a un escritor mujeriego y alcohólico que decidía abandonar los vicios para que su vida empezase a marchar normalmente. Con Vincent Gardenia, Chelsea Field y Bob Hoskins.
En la comedia familiar Problem Child, era un hombre que decidía adoptar a un niño de siete años que había sido devuelto más de treinta veces al orfanato. Pese a que en un principio se muestra como un ángel, no tardará en despedazar la vida de sus nuevos padres. Con Jack Warden, Amy Yasbeck y Michael Richards. El filme tuvo una segunda parte, en la que también aparecían Charlene Tilton y Zach Grenier.
En la comedia de horror La novia de Chucky, era el jefe de policía, quien estaba a cargo de pillar al muñeco diabólico y a su novia. Con Brad Dourif, Jennifer Tilly, Katherine Heigl, Nick Stabile, Alexis Arquette, Vince Corazza y Kathy Najimy.
De 1992 hasta 1995, trabajó en la teleserie Hearts Afire, en la que hacía del asistente de un senador. Con Billy Bob Thornton y Edward Asner. 
En el año 2000, interpretó a Claude Pinchon en The Dinner Party, en el Music Box Theatre en Broadway. Gracias a esta interpretación, ganó el premio Theatre World Award.
En 2002, vuelve a la televisión en la serie 8 Simple Rules for Dating My Teenage Daughter, en la que interpretaba a Paul Hennessy, un cariñoso y racional padre que debía lidiar con los conflictos y necesidades de sus tres problemáticos hijos adolescentes. Con Katey Sagal, James Garner, Kaley Cuoco y David Spade. En ese mismo año, también participó en el serial Scrubs como Sam Dorian, padre del personaje principal Dr. «J. D.» Dorian. Posterior a su muerte, en el 2003, en Scrubs se le dedicó un capítulo a su muerte. 
En la comedia dramática Panic, era el terapeuta de un sicario que se enamoraba de la chica a la que tenía que asesinar. Con William H. Macy, Neve Campbell, Donald Sutherland, Tracey Ullman, Barbara Bain, David Dorfman, Miguel Sandoval y Nick Cassavetes.
En la comedia dramática Lost in the Pershing Point Hotel, era un terapeuta cristiano que en la década de los setenta trataba de impedir que un chico siguiera siendo homosexual. Con Mark Pellegrino y Marilu Henner.
En la película de suspenso TripFall, era un hombre de negocios que, mientras vacacionaba en California, tenía veinticuatro horas para recuperar a su familia secuestrada por un brutal asesino (Eric Roberts).
En la comedia de horror Terror Tract, era un particular agente inmobiliario que le mostraba tres casas a una pareja de recién casados. cada una de ellas tenía una historia y él se encargaba de contárselas. Con Carmine Giovinazzo.
En la comedia romántica Tadpole, era un profesor universitario cuyo hijo estaba profundamente enamorado de su madrastra. Con Bebe Neuwirth, Ron Rifkin y Sigourney Weaver.
En la comedia dramática Man of the Year (2002), era el invitado de honor de una fiesta ultraelegante que terminaba con un muerto y muchas verdades que duelen. Es una experimentación digital, filmada en una noche y con veinte cámaras que siguen a cada uno de los presentes en la reunión. Con Leeza Gibbons y James Wilder.
En la comedia dramática Manhood, variando de registro, interpretaba a un canalla que le hacía la vida imposible a un casanova, tratando de reformarse en pos de recuperar a su familia. Con Nestor Carbonell, Janeane Garofalo, Bonnie Bedelia, Meredith Monroe, Tom Arnold, Thomas Gibson, Anthony LaPaglia, Traci Lords y Chris Mulkey.
La última película que filmó fue Bad Santa (2003), una comedia negra dirigida por Terry Zwigoff. En ella realizó su última interpretación para el cine, haciendo el papel de encargado de un centro comercial que temía perder su puesto por ser «políticamente incorrecto». Y hacía dejación de autoridad con sus empleados, intentado no molestar a nadie y evitar así enfrentamientos. Con Billy Bob Thornton, Lauren Graham, Bernie Mac y Cloris Leachman.

### Muerte
El 11 de septiembre de 2003 cerca de la víspera de cumpleaños número 55º, Ritter estaba en medio de las grabaciones de la telecomedia 8 Simple Rules for Dating My Teenage Daughter cuando enfermó seriamente, sintió un profundo dolor que lo llevó directo a un hospital cercano a Burbank. Nada pudieron hacer en el lugar y Ritter murió a las pocas horas a la edad de cincuenta y cuatro años. La causa de su muerte fue una disección en la arteria aorta, resultado de una enfermedad congénita no diagnosticada. Durante la segunda temporada de 8 Simple Rules..., los productores se vieron obligados a hacer reestructuraciones en la serie.
Un funeral privado por Ritter se llevó a cabo en Los Ángeles el 15 de septiembre de 2003 y fue enterrado en el cementerio Forest Lawn Memorial Park (Hollywood Hills).

## Series de televisión
- The Waltons (1973-1976)
- Apartamento para tres/Tres son multitud (1977-1984)
- Ringo (1978)
- Flight of Dragons (1982), voz
- Three's a Crowd (1984-1985)
- Hooperman (1987-1989)
- The Cosby Show (1991), invitado
- Hearts Afire (1992-1995)
- Buffy la cazavampiros (1997), Ted Buchanan
- Ally McBeal (1998), invitado
- Felicity (2000-2002), Mr. Andrew Covington
- Clifford the Big Red Dog (2000-2003), voz de Clifford
- Tucker (2001), invitado
- Scrubs (2002), invitado
- Ley y Orden: Unidad de Víctimas Especiales (2002), invitado
- Breaking News (2002), invitado
- 8 Simple Rules for Dating My Teenage Daughter (2002-2003), Paul Hennessy

## Cine
- El otro (1972)
- Americathon 1998 (1979)
- Hero at Large (1980)
- The Comeback Kid (1980)
- They All Laughed (1981)
- Pray TV (1982)
- In Love With An Older Woman (1982)
- The Flight of Dragons (1982), voz de Peter Dickinson
- Sunset Limousine (1983)
- Love Thy Neighbour (1984)
- Letting Go (1985)
- A Smoky Mountain Christmas (1986)
- Unnatural Causes (1987)
- Real Men (1987)
- Tricks of the Trade (1988)
- Skin Deep (1989)
- The Last Fling (1989)
- Problem Child (1990)
- It (1990)
- Everybody Wins (1990)
- The Dreamer of Oz: The L. Frank Baum Story (1990)
- Problem Child 2 (1991)
- Permanezca en sintonía (1992)
- ¡Qué ruina de función! (Noises Off, 1992)
- Prison for Children (1993)
- My Brother's Wife (1993)
- North (1994)
- The Colony (1995)
- Mercenary (1996)
- Nowhere (1996)
- Sling Blade (1997)
- Sink Or Swim (1997)
- A Gun, a Car, a Blonde (1997)
- La novia de Chucky (1998)
- The Million Dollar Kid (1999)
- Lethal Vows (1999)
- It Came From the Sky (1999)
- Dead Husbands (1999)
- Tripfall (2000)
- Terror Tract (2000)
- Panic (2000)
- Tadpole (2002)
- Bad Santa (2003), estreno póstumo
- Clifford's Really Big Movie (2004), voz de Clifford, estreno póstumo